# Dee Ferris
Dee Ferris, född 27 december 1973 i Paulton, Somerset, är en brittisk konstnär.

## Utbildning
- 1992-1995 Christ's College, Cambridge University, Cambridge
- 2000-2002 Royal College of Art, London